# Isis (együttes)
Az egyiptomi istennőt lásd itt: Ízisz.
Az Isis egy 5 tagú amerikai együttes a kaliforniai Los Angelesből. 1997-ben alakult a massachusettsi Bostonban.

## Történet
Az Isis élete első két EP-jük kibocsátásával kezdődött meg: Mosquito Control és Red Sea. Első lemezük, a Celestial 2001-ben jelent meg, és jól képviseli az együttes korai hangzását, ahol a "Sludge" még fő befolyásolója volt a zenéknek. Hasonló hangulatúak voltak a zenekar első EP-i. Későbbi lemezeiken jól hallható, hogy kifinomultabb a hangzásuk, és mondhatni jobban képviseli az zenekar introspektív koncepcióit, amik gyakran filozófiai elméleteket, mítoszokat, és apólogókat feszegetnek. A mezsgye az "Oceanic" albumuk volt, amit sokan a post-metal mozgalom alapkövének tartanak. A zenekar 2010. május 18-án közölte közös döntésüket, mely szerint feloszlanak. 2010. június 23-án játszottak újra együtt, Montreálban, ott ahol legelőször léptek fel. A zenekar 2010. július 13-án jelenítette meg utolsó lemezét, ami egy EP volt a Melvins-szel. Az EP-n két szám szerepel a Melvinstől és két szám az Isistől, melyek közül egy a Wavering Radiant Japán kiadásának a bónusz száma ("Way Through Woven Branches") és egy még kiadatlan szerzemény "The Pliable Foe" címmel. Az együttes még anyagot gyűjt jövendőbeli kiadásokhoz.

## Tagok

### Jelenleg
- Jeff Caxide – basszusgitár
- Michael Gallagher – gitár
- Aaron Harris – dob
- Bryant Clifford Meyer – hangkeverés, gitár, ének
- Aaron Turner – gitár, ének

### Korábban
- Chris Mereschuk – hangkeverés, ének (1998-1999)
- Jay Randall – hangkeverés (1999-2000)

## Diszkográfia

### Stúdióalbumok
| Év   | Cím                     | Kiadó             |
| ---- | ----------------------- | ----------------- |
| 2000 | Celestial               | Escape Artist     |
| 2002 | Oceanic                 | Ipecac Recordings |
| 2004 | Panopticon              | Ipecac Recordings |
| 2006 | In the Absence of Truth | Ipecac Recordings |
| 2009 | Wavering Radiant        | Ipecac Recordings |

### Listás helyezések
| Album                   | Év   | Slágerlista            | Helyezés (USA) |
| ----------------------- | ---- | ---------------------- | -------------- |
| Panopticon              | 2004 | Top Independent Albums | 47             |
| In the Absence of Truth | 2006 | Top Heatseekers        | 6              |
| In the Absence of Truth | 2006 | Top Independent Albums | 20             |